# 파라과이 요리

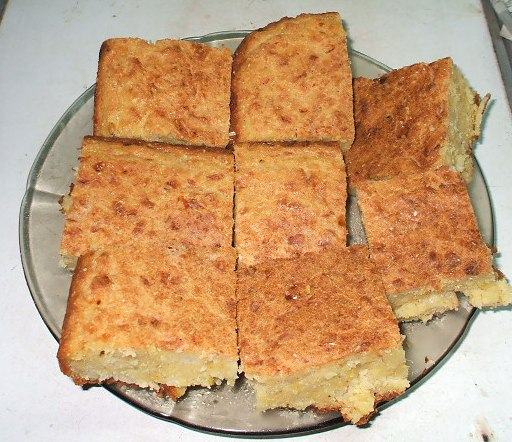
소파 파라과야

파라과이 요리(Paraguay 料理, 과라니어: tembi'u Paraguai 템비우 파라와이, 스페인어: cocina paraguaya 코시나 파라과야[*])는 남아메리카에 있는 파라과이의 요리이다.

## 같이 보기
- 남아메리카 요리
- 라틴 아메리카 요리